# Stanislav Kubíček (motocyklový závodník)
Stanislav Kubíček (*23. května 1940) je bývalý československý motocyklový závodník, reprezentant v ploché dráze.

## Závodní kariéra
Ve Mistrovství světa družstev na ploché dráze skončil v roce 1963 ve Vídni na 2. místě (v týmu s Antonínem Kasperem, Miroslavem Šmídem a Lubošem Tomíčkem). V Mistrovství svět jednotlivců na dlouhé ploché dráze skončil v roce 1974 na 16. místě a v roce 1976 v Mariánských Lázních na 18. místě. V Mistrovství světa jednotlivců skončil nejlépe v roce 1964 na 9. místě v kontinentálním finále. V Mistrovství Československa jednotlivců skončil nejlépe na 5. místě v roce 1965. V roce 1965 skončil při Zlatě přilbě v Pardubicích na 2. místě.